# Stelis coracina
Stelis coracina är en orkidéart som beskrevs av Carlyle August Luer och Alexander Charles Hirtz. Stelis coracina ingår i släktet Stelis och familjen orkidéer. Inga underarter finns listade i Catalogue of Life.